# Stefanía Fernández
Stefanía Fernández Krupij (ur. 4 września 1990 w Méridzie w Wenezueli) – wenezuelska modelka, zwyciężczyni wyborów Miss Wenezueli 2008 i Miss Universe 2009.

## Życie prywatne
Rodzina Fernández ma pochodzenie ukraińskie, rosyjskie, polskie i galisyjskie. Jej ojciec, José Luis Fernández urodził się w Galicji, w Hiszpanii, ale wyemigrował do Wenezueli. Jej matką jest Nadia Krupij Holojad, której ojciec wyemigrował z ZSRR w okresie rządów komunistycznych.

## Wybory Miss Wenezueli i Miss Universe
Stefanía Fernández wygrała wybory Miss Wenezueli 2008, które odbyły się 10 września 2008 r. w Caracas. Koronowała ją Miss Wenezueli 2007 i Miss Universe 2008 - Dayana Mendoza. Fernández zdobyła także w konkursie Miss Wenezueli tytuły: Miss Elegancji, Najładniejsze ciało oraz Najładniejsza twarz. Wygrywając, stała się drugą z kolei Miss z Trujillo, która zwyciężyła w konkursie Miss Wenezueli i zarazem drugą Miss Trujillo, która wygrała w wyborach Miss Universe. Pierwszą była Bárbara Palacios, Miss Wenezueli 1986 i Miss Universe 1986.
Miss Universe 2008 – Dayana Mendoza, także z Wenezueli koronowała ją na nową Miss Universe 23 sierpnia 2009 r. podczas finału wyborów Miss Universe 2009 w stolicy Bahamów, Nassau. Po raz pierwszy w historii Miss Universe zdarzyła się sytuacja, gdy kolejny raz wygrała reprezentantka tego samego państwa. Zwycięstwo to zostało dodane do wykazu Księga rekordów Guinnessa. Jej nagroda za zwycięstwo w konkursie obejmuje oprócz pieniędzy roczny kontrakt promujący organizację Miss Universe, podróże po świecie, darmowe wynajęcie nowojorskiego, luksusowego apartamentu i zestaw strojów zaprojektowanych przez znanych projektantów mody (buty i sukienki) oraz kosmetyków, warte 100 tys. dolarów stypendium na dwuletni kurs w New York Film Academy i bezpłatny dostęp do słynnych domów mody i salonów kosmetycznych. Fernández zamierza spędzić rok "panowania" na podróżach po świecie, prowadząc wykłady z zakresu pomocy humanitarnej i wspierając edukację w zakresie przeciwdziałania rozprzestrzenianiu się HIV i AIDS.
Prezydent Wenezueli, Hugo Chávez, pogratulował Stefanii i zapewnił ją, że będzie ją wspierał w walce przeciwko AIDS. Zadeklarował także pomoc rządu. Później, Stefania była z wizytą w "Infant Orthopedic Hospital" w Wenezueli. W październiku pojechała do Dżakarty, Bandung i Medan, w Indonezji, gdzie koronowała indonezyjską reprezentantkę na konkurs Miss Universe 2010.

## Tytuły
- Miss Trujillo (2008)
- Miss Wenezueli (2008)
- Miss Universe (2009)